# Exyra
Exyra là một chi bướm đêm thuộc họ Noctuidae.

## Loài
- Exyra fax Grote, 1873
- Exyra ridingsii Riley, 1874
- Exyra semicrocea Guenée, 1852